# Robert Kühn
Robert Kühn (* 10. Oktober 1911 in Frankfurt am Main; † 23. August 1997 in Heidelberg) war ein deutscher Mineraloge am Kaliforschungsinstitut e.V. in Hannover sowie Hochschullehrer und Honorarprofessor an der Ruprecht-Karls-Universität Heidelberg und Lehrbeauftragter an der Technischen Universität München.

## Leben
Kühn wurde 1911 in Frankfurt am Main geboren und wuchs in Ratzeburg auf. Nach der Reifeprüfung begann er ein Studium der Geologie und Mineralogie an der Albert-Ludwigs-Universität Freiburg, an der Leopold-Franzens-Universität Innsbruck Innsbruck (beim Gefügekundler Bruno Sander) und an der Christian-Albrechts-Universität zu Kiel.
Nach Diplom und vor der Dissertation beteiligte sich Kühn zusammen mit seinem Studienkollegen Kurt Lamcke an einer von der philosophische Fakultät in Kiel ausgeschriebenen Preisarbeit mit dem Titel „Entstehung, Bestand und Verwendung der Kies- und Tonlagerstätten im Sander- und Jungmoränengebiet zwischen Westensee und Eider“. Der Preis in Höhe von 400 Reichsmark fiel an Kühn und Lamcke – die Arbeit erschien als Heft Nr. 3 der Schriften aus dem Mineralogisch-Petrographischen Institut der Universität Kiel.
Obwohl für ihn eine Dissertation über den violetten Kainit vorgesehen war, musste Kühn aufgrund apparativer Engpässe am Institut das Thema wechseln. Am 26. Februar 1938 wurde er in Kiel bei Johannes Leonhardt mit einer Arbeit „Über den Mineralgehalt der Salztone“ promoviert.
Unmittelbar nach seiner Dissertation wurde er von Jean D’Ans, der seit 1937 die 1919 von Wilhelm Feit gegründete Kaliforschungsanstalt GmbH (KAFA) in Berlin leitete und dabei seit 1938 von Fritz Serowy unterstützt wurde, als wissenschaftlicher Mitarbeiter an die KAFA berufen. Hier sollte er sich an der Erforschung zur Entstehung der Salzlagerstätten, deren Prospektion und die Aufbereitung der Kalisalze durch mineralogisch-geologische Untersuchungen beteiligen. Zusammen mit D’Ans veröffentlichte Kühn in den Jahren 1940 bis 1944 grundlegende Arbeiten über die Genese der Salzlagerstätten anhand des Bromgehaltes der Salze als geochemisches Leitelement.
Im April 1940 erfolgte die Einberufung zum Wehrdienst, den er auf verschiedenen Wehrgeologenstellen absolvierte. Im Januar 1944 wurde er auf Anforderung der Kaliforschungsanstalt GmbH im Rahmen der Osenberg-Aktion für Forschungen zur Steigerung der Brom-Produktion freigestellt. Nach den Wirren der letzten Kriegstage, die er in Berlin erlebte, war er zunächst als freier Mitarbeiter für die Optischen Werke Ernst Leitz in Wetzlar und die Burbach-Kaliwerke AG tätig.
Im Jahr 1948 trat er in die Kali-Forschungsanstalt GmbH, Zweigstelle West, ein, die von Berlin nach Empelde verlegt worden war. Aus dieser Gesellschaft ging am 1. Januar 1949 die von Hans Autenrieth geleitete Kaliforschungsstelle, eine Abteilung der Kalivertriebsstelle, hervor. Von 1953 bis 1956 war die Kaliforschungsstelle eine Abteilung der Verkaufsgemeinschaft Deutscher Kaliwerke (VDK), der Nachfolgeorganisation des Deutschen Kalisyndikats. Im Jahre 1957 wurde das Kaliforschungs-Institut e. V. gegründet, das am 1. Januar 1972 von der Kali und Salz AG übernommen wurde. Bis zu seiner Pensionierung im Jahre 1976 war Robert Kühn wissenschaftlicher Mitarbeiter des Kaliforschungs-Instituts e. V. in Hannover. Auf diese Weise war er seit seinem Eintritt im Jahr 1938 unabhängig von allen Rechtsformen insgesamt 38 Jahre lang für die Kaliforschung tätig.
Am Institut für Sedimentforschung der Ruprecht-Karls-Universität Heidelberg, an dem er seit 1965 als Lehrbeauftragter Gastvorlesungen gehalten hatte, wurde er 1977 zum Honorarprofessor ernannt. Im Jahre 1979 erhielt er einen weiteren Lehrauftrag zu „Salzmineralogie und Salzpetrographie“ am Lehrstuhl für Geologie an der Technischen Universität München, Abt. Meeresgeologie und Sedimentforschung.
Robert Kühn war seit 1950 mit der Chemikerin Erika Schlie verheiratet. Er starb nach kurzer Krankheit am 23. August 1997 in Heidelberg und wurde in seiner Heimatstadt Ratzeburg beerdigt.

## Forschungsarbeiten
Nahezu das gesamte Berufsleben von Roland Kühn war von der Beschäftigung mit der Mineralogie und Geochemie der Salzlagerstätten sowie der Petrographie der Salzgesteine geprägt. Kühn war einer der ersten, der eine Übersicht zu den in den Salzlagerstätten nachgewiesenen ca. 50 Haupt- und Nebenmineralen vorlegte und Untersuchungen zu den natürlichen Neben- und Spurenelementgehalten in Salzlösungen durchführte. Die Zahl seiner Veröffentlichungen – Arbeiten mit Koautoren sind dabei relativ selten – ist vergleichsweise groß. Seine erste größere Arbeit legte er mit 25 Jahren vor, die letzte erschien in seinem Todesjahr.
Im Einzelnen befasste er sich u. a. mit:
- der Mineralogie der Salzlagerstätten im Allgemeinen[3][9][10][6][11][12][13][14] und einiger der in diesen Lagerstätten vorkommenden Minerale wie Boracit[15][16][17], Danburit[18], Ericait[16], Halit[17], Hilgardit[19][20], Humberstonit[21], Kainit[22][23], Kieserit (Mineral)[24][25], Koenenit[26][27], Löweit[23][28], Sellait[29], Szaibélyit (Ascharit)[30][31], Tachyhydrit (bzw. Tachhydrit)[32][33], Ulexit[34] und Vanthoffit[35][36]
- der Salzmikroskopie[37]
- den Salzlagerstätten im Allgemeinen[38][12][39]
- der Bekämpfung von Lösungszuflüssen in Salzlagerstätten[40]
- der Geochemie der Salzlagerstätten im Allgemeinen[41][12][42] und der Geochemie des Broms[4][43][44][7][45][46][47][48][49][50][51], des Rubidiums[52][53][49][54][55], des Strontium[56], des Thalliums[52] und des Caesiums[52]
- der Petrographie der Salzgesteine[57][58][59][60][61][62][63][64][65][14][8]
- der Bildung der Salzlagerstätten[66][14]
- Salzgesteinen und Salzmineralen im alpinen Bereich[67][68] sowie in Baden-Württemberg[38][69]
- Thermen und Thermalquellen[48][70]
- den Tongesteinen und Tonmineralen innerhalb der Salzgesteine[3][71]
- der Geschichte der Kalisalzforschung[72]

Sein großes Interesse an den Arbeiten seiner Fachkollegen bewies er nicht nur mit zahlreichen Buchbesprechungen – er ging auch unmittelbar auf ihn interessierende Themen ein. Als Robert B. Hoy und Kollegen über Blowouts von Kohlenstoffdioxid im Winnfield Salt Dome, Winnfield Parish, Louisiana, Vereinigte Staaten berichteten, kontaktierte Kühn die Autoren direkt und verglich diese Blowouts mit der explosiven Freisetzung von CO2 in der Rhön im Werra-Fulda-Kalirevier.
Gemeinsam mit Karl-Ludwig Roese und Horst Gaertner war er 1962 Erstbeschreiber des Boratminerals Fabianit und zusammen mit Emil Wendling und Renate von Hodenberg 1972 beschrieb er den Congolit, (Fe2+,Mg)3(B7O13)Cl, der als trigonaler Dimorph von Ericait angesehen wird. Für die Erstbeschreibung des Boratminerals Heidornit, Na2Ca3B5O8(SO4)2Cl(OH)2, analysierte Kühn die chemische Zusammensetzung dieses Minerals. Er war ferner an der Beschreibung des D’Ansit und an der Entdeckung des „Natriumpolyhalits“ – als Mineral seit 2008 unter dem Namen Omongwait bekannt – beteiligt.

## Ehrungen und Mitgliedschaften
Im Jahre 1976 wurde ihm für seine großen wissenschaftlichen Verdienste auf dem Gebiet der Petrographie, der Mineralogie und der Untersuchungen zum Chemismus der Salzlagerstätten die die 1953 gestiftete Van-’t-Hoff-Gedenkmünze der (bundesdeutschen) Kaliindustrie verliehen, die als höchste Auszeichnung der Kaliindustrie gilt.
Die für hervorragende Leistungen auf dem Gebiet der Angewandten Mineralogie verliehene Georg-Agricola-Medaille der Deutschen Mineralogischen Gesellschaft wurde Robert Kühn 1982 zuerkannt. „In Anerkennung seiner wichtigen Beiträge zur Untersuchung von Salzlagerstätten in den vergangenen vierzig Jahren“ benannten Renate von Hodenberg und Gustav von Struensee 1980 das Mineral Rokühnit nach Robert Kühn.

## Schriften (Auswahl)
- Robert Kühn: Über den Mineralgehalt der Salztone. Dissertation Christian-Albrechts-Universität zu Kiel (= Schriften des Mineralogisch-petrographischen Instituts der Universität Kiel. Heft 6). Christian-Albrechts-Universität zu Kiel, 1938, DNB 58047769X.
- Robert Kühn: Die Mikroskopie der Kalisalze, 1. Teil: Untersuchungsmethoden und Mineralien. 1. Auflage. Kaliforschungs-Institut, Hannover 1950, S. 1–115.
- Robert Kühn: Über den Bromgehalt von Salzgesteinen, insbesondere die quantitative Ableitung des Bromgehaltes nichtprimärer Hartsalze oder Sylvinite aus Carnallitit. In: Kali und Steinsalz. Band 1, Nr. 9, 1955, S. 3–16 (auch Wissenschaftliche Mitteilung des Kaliforschungs-Institut e.V. Nr. 28).
- Robert Kühn: Die Mineralnamen der Kalisalze. In: Kali und Steinsalz. Band 2, Nr. 10, 1959, S. 331–345.
- Robert Kühn: Salzmineralien aus niedersächsischen Lagerstätten. In: Berichte der Naturhistorischen Gesellschaft Hannover. Band 116, 1961, S. 115–142 (zobodat.at [PDF; 2,2 MB; abgerufen am 18. November 2023]).
- Robert Kühn: Zur Geschichte der Kalisalzforschung in Deutschland in den letzten 50 Jahren. In: Hans J. Lippolt (Hrsg.): Geowissenschaftliche Forschung in Heidelberg im Jubiläumsjahr 1986. 600 Jahre Universität Heidelberg 1386–1986; aus Tradition in die Zukunft (= Heidelberger geowissenschaftliche Abhandlungen. Nr. 6). Universität Heidelberg, Heidelberg 1986, ISBN 3-89257-005-1, S. 265–284 (572 S.).